# Elecciones provinciales de Santa Cruz de 2003
Las Elecciones Generales de la Provincia de Santa Cruz 2003 se llevaron el 14 de septiembre de 2003. Además de los cargos ejecutivos, se eligieron 2 diputados nacionales, 24 diputados provinciales, 14 intendentes municipales y 72 concejales.

## Diputados por municipio
| Distrito                    | Localidades incluidas                                                       |
| --------------------------- | --------------------------------------------------------------------------- |
| 28 de Noviembre             | - 28 de Noviembre                                                           |
| Caleta Olivia               | - Caleta Olivia - Cañadón Seco - Estancia Cañadón Seco y Caleta Olivia      |
| Comandante Luis Piedrabuena | - Comandante Luis Piedrabuena - Estancia Comandante Luis Piedrabuena        |
| El Calafate                 | - El Calafate - Tres Lagos - El Chaltén                                     |
| Gobernador Gregores         | - Gobernador Gregores - Estancia Gobernador Gregores - Tamel Aike           |
| Las Heras                   | - Las Heras - Estancia Las Heras                                            |
| Los Antiguos                | - Los Antiguos - Hipólito Yrigoyen                                          |
| Perito Moreno               | - Perito Moreno - Estancia Perito Moreno - Bajo Caracoles                   |
| Pico Truncado               | - Pico Truncado - Estancia Pico Truncado y Koluel Kayke - Gobernador Moyano |
| Puerto Deseado              | - Puerto Deseado - Estancia Puerto Deseado - Jaramillo                      |
| Puerto San Julián           | - Puerto San Julián - Estancia Puerto San Julián                            |
| Puerto Santa Cruz           | - Puerto Santa Cruz - Estancia Puerto Santa Cruz                            |
| Río Gallegos                | - Río Gallegos - Estancia Río Gallegos - Esperanza                          |
| Río Turbio                  | - Río Turbio - Estancia Río Turbio                                          |

## Resultados

### Gobernador y vicegobernador
| Fórmula                  | Fórmula               | Partido/Alianza       | Partido/Alianza                      | Votos   | %     |
| Gobernador               | Vicegobernador        | Partido/Alianza       | Partido/Alianza                      | Votos   | %     |
| ------------------------ | --------------------- | --------------------- | ------------------------------------ | ------- | ----- |
| Sergio Acevedo           | Carlos Sancho         |                       | Frente para la Victoria Santacruceña | 62.647  | 70,98 |
| Alfredo Anselmo Martínez | Carlos Paredes        |                       | Convergencia para Santa Cruz         | 24.516  | 27,78 |
| Miguel Del Plá           | Rosa Aromayo          |                       | Frente de Unidad Trabajadora         | 1.091   | 1,24  |
| Votos positivos          | Votos positivos       | Votos positivos       | Votos positivos                      | 88.254  | 88,84 |
| Votos en blanco          | Votos en blanco       | Votos en blanco       | Votos en blanco                      | 10.051  | 10,12 |
| Votos anulados           | Votos anulados        | Votos anulados        | Votos anulados                       | 1.040   | 1,05  |
| Participación            | Participación         | Participación         | Participación                        | 99.345  | 76,26 |
| Electores registrados    | Electores registrados | Electores registrados | Electores registrados                | 130.272 | 100   |
| Fuente:                  |                       |                       |                                      |         |       |

### Cámara de Diputados
| Partido/Alianza       | Partido/Alianza                      | Diputado provincial | Diputado provincial | Diputado provincial | Diputado provincial | Diputado por municipio | Diputado por municipio | Diputado por municipio | Bancas totales |
| Partido/Alianza       | Partido/Alianza                      | Votos               | %                   | Bancas              | Electos | Votos al lema          | %                      | Bancas                 | Bancas totales |
| --------------------- | ------------------------------------ | ------------------- | ------------------- | ------------------- | --- | ---------------------- | ---------------------- | ---------------------- | -------------- |
|                       | Frente para la Victoria Santacruceña | 44.355              | 63,43               | 8/10                | Ver electos: - José Manuel Córdoba - Daniel Peralta - Judith Forstmann - Oscar Alberto Vázquez - Jorge Raúl González - Henry Olaf Aaset - Carlos Gustavo Neiro - Miriam Analía Aguiar | 52.036                 | 68,26                  | 14/14                  | 22/24          |
|                       | Unión Cívica Radical                 | 14.213              | 20,32               | 2/10                | Ver electos: - Omar Husain Hallar - Alfredo Freile | 19.526                 | 25,62                  |                        | 2/24           |
|                       | Partido Socialista                   | 4.766               | 6,82                |                     | | 2.468                  | 3,24                   |                        |                |
|                       | Movimiento Federal Santacruceño      | 4.434               | 6,34                | 321                 | 0,42 |                        |                        |                        |                |
|                       | Frente de Unidad Trabajadora         | 2.161               | 3,09                | 940                 | 1,23 |                        |                        |                        |                |
|                       | Encuentro para el Cambio             | —                   | —                   | 359                 | 0,47 |                        |                        |                        |                |
|                       | Mover por Santa Cruz                 | —                   | —                   | 215                 | 0,28 |                        |                        |                        |                |
|                       | Movimiento Vecinal Riogalleguense    | —                   | —                   | 140                 | 0,18 |                        |                        |                        |                |
|                       | Frente para el Pueblo                | —                   | —                   | 122                 | 0,16 |                        |                        |                        |                |
|                       | Frente Grande                        | —                   | —                   | 100                 | 0,13 |                        |                        |                        |                |
| Votos positivos       | Votos positivos                      | 69.929              | 70,39               | 76.227              | 76,73 |                        |                        |                        |                |
| Votos en blanco       | Votos en blanco                      | 28.452              | 28,64               | 21.881              | 22,03 |                        |                        |                        |                |
| Votos nulos           | Votos nulos                          | 964                 | 0,97                | 1.237               | 1,25 |                        |                        |                        |                |
| Participación         | Participación                        | 99.345              | 76,26               | 99.345              | 76,26 |                        |                        |                        |                |
| Electores registrados | Electores registrados                | 130.272             | 100                 | 130.272             | 100 |                        |                        |                        |                |
| Fuente:               |                                      |                     |                     |                     | |                        |                        |                        |                |

#### Resultados por municipios
| 28 de Noviembre 1 Diputado                   | 28 de Noviembre 1 Diputado           | 28 de Noviembre 1 Diputado           | 28 de Noviembre 1 Diputado | 28 de Noviembre 1 Diputado | 28 de Noviembre 1 Diputado | 28 de Noviembre 1 Diputado | 28 de Noviembre 1 Diputado     |
| Lema                                         | Lema                                 | Sublema                              | Sublema                    | Sublema                    | Lema                       | Lema                       | Lema                           |
| Lema                                         | Lema                                 | Sublema                              | Votos                      | %                          | Votos                      | %                          | Electo                         |
| -------------------------------------------- | ------------------------------------ | ------------------------------------ | -------------------------- | -------------------------- | -------------------------- | -------------------------- | ------------------------------ |
|                                              | Frente para la Victoria Santacruceña | Frente para la Victoria Santacruceña | —                          | —                          | 1.213                      | 53,67                      | - Jorge Banicevich             |
|                                              | Unión Cívica Radical                 | 28 para Todos                        | 294                        | 37,03                      | 794                        | 35,13                      |                                |
| Primero por 28                               | Unión Cívica Radical                 | 275                                  | 34,63                      |                            | 794                        | 35,13                      |                                |
| Radicales por el Cambio                      | Unión Cívica Radical                 | 118                                  | 14,86                      |                            | 794                        | 35,13                      |                                |
| Por 28 y su Gente                            | Unión Cívica Radical                 | 107                                  | 13,48                      |                            | 794                        | 35,13                      |                                |
|                                              | Movimiento Federal Santacruceño      | —                                    | —                          | —                          | 227                        | 10,04                      |                                |
|                                              | Frente de Unidad Trabajadora         | —                                    | —                          | —                          | 26                         | 1,15                       |                                |
| Votos positivos                              | Votos positivos                      | Votos positivos                      | Votos positivos            | Votos positivos            | 2.260                      | 85,15                      |                                |
| Votos en blanco                              | Votos en blanco                      | Votos en blanco                      | Votos en blanco            | Votos en blanco            | 369                        | 13,90                      |                                |
| Votos nulos                                  | Votos nulos                          | Votos nulos                          | Votos nulos                | Votos nulos                | 25                         | 0,94                       |                                |
| Participación                                | Participación                        | Participación                        | Participación              | Participación              | 2.654                      | 75,29                      |                                |
| Electores registrados                        | Electores registrados                | Electores registrados                | Electores registrados      | Electores registrados      | 3.525                      | 100                        |                                |
| Caleta Olivia 1 Diputado                     |                                      |                                      |                            |                            |                            |                            |                                |
| Lema                                         | Lema                                 | Sublema                              | Sublema                    | Sublema                    | Lema                       | Lema                       | Lema                           |
| Lema                                         | Lema                                 | Sublema                              | Votos                      | %                          | Votos                      | %                          | Electo                         |
|                                              | Frente para la Victoria Santacruceña | Partido de la Victoria               | 3.040                      | 37,90                      | 8.021                      | 64,07                      | - Argentina Nieves Beroiza     |
| Con Todos por Caleta                         | Frente para la Victoria Santacruceña | 2.871                                | 35,79                      |                            | 8.021                      | 64,07                      | - Argentina Nieves Beroiza     |
| Frente Renovador Caletense                   | Frente para la Victoria Santacruceña | 1.423                                | 17,74                      |                            | 8.021                      | 64,07                      | - Argentina Nieves Beroiza     |
| Primero Santa Cruz                           | Frente para la Victoria Santacruceña | 687                                  | 8,57                       |                            | 8.021                      | 64,07                      | - Argentina Nieves Beroiza     |
|                                              | Partido Socialista                   | La Razón de mi Vida                  | 1.213                      | 53,16                      | 2.282                      | 18,23                      |                                |
| Fuerza Joven                                 | Partido Socialista                   | 546                                  | 23,93                      |                            | 2.282                      | 18,23                      |                                |
| Fuerza Joven por el Cambio                   | Partido Socialista                   | 427                                  | 18,71                      |                            | 2.282                      | 18,23                      |                                |
| Renovación, Dirigencia, Producción y Trabajo | Partido Socialista                   | 96                                   | 4,21                       |                            | 2.282                      | 18,23                      |                                |
|                                              | Convergencia para Santa Cruz         | Oportunidad para el Cambio           | 408                        | 24,17                      | 1.688                      | 13,48                      |                                |
| Proyecto para el Cambio                      | Convergencia para Santa Cruz         | 299                                  | 17,71                      |                            | 1.688                      | 13,48                      |                                |
| Compromiso Ciudadano                         | Convergencia para Santa Cruz         | 296                                  | 17,54                      |                            | 1.688                      | 13,48                      |                                |
| Radicalismo Santacruceño                     | Convergencia para Santa Cruz         | 279                                  | 16,53                      |                            | 1.688                      | 13,48                      |                                |
| Nueva Generación                             | Convergencia para Santa Cruz         | 260                                  | 15,40                      |                            | 1.688                      | 13,48                      |                                |
| Movimiento Federal Santacruceño              | Convergencia para Santa Cruz         | 109                                  | 6,46                       |                            | 1.688                      | 13,48                      |                                |
| Frente Renovador Caletense                   | Convergencia para Santa Cruz         | 37                                   | 2,19                       |                            | 1.688                      | 13,48                      |                                |
|                                              | Frente de Unidad Trabajadora         | —                                    | —                          | —                          | 314                        | 2,51                       |                                |
|                                              | Mover por Santa Cruz                 | —                                    | —                          | —                          | 215                        | 1,72                       |                                |
| Votos positivos                              | Votos positivos                      | Votos positivos                      | Votos positivos            | Votos positivos            | 12.520                     | 65,36                      |                                |
| Votos en blanco                              | Votos en blanco                      | Votos en blanco                      | Votos en blanco            | Votos en blanco            | 6.351                      | 33,16                      |                                |
| Votos nulos                                  | Votos nulos                          | Votos nulos                          | Votos nulos                | Votos nulos                | 284                        | 1,48                       |                                |
| Participación                                | Participación                        | Participación                        | Participación              | Participación              | 19.155                     | 77,84                      |                                |
| Electores registrados                        | Electores registrados                | Electores registrados                | Electores registrados      | Electores registrados      | 24.608                     | 100                        |                                |
| Comandante Luis Piedrabuena 1 Diputado       |                                      |                                      |                            |                            |                            |                            |                                |
| Lema                                         | Lema                                 | Sublema                              | Sublema                    | Sublema                    | Lema                       | Lema                       | Lema                           |
| Lema                                         | Lema                                 | Sublema                              | Votos                      | %                          | Votos                      | %                          | Electo                         |
|                                              | Frente para la Victoria Santacruceña | Por Piedrabuena y su Gente           | 1.106                      | 55,66                      | 1.987                      | 94,22                      | - Adrián Mario Suárez          |
| Primero Piedrabuena                          | Frente para la Victoria Santacruceña | 600                                  | 30,20                      |                            | 1.987                      | 94,22                      | - Adrián Mario Suárez          |
| Partido de la Victoria                       | Frente para la Victoria Santacruceña | 281                                  | 14,14                      |                            | 1.987                      | 94,22                      | - Adrián Mario Suárez          |
|                                              | Frente para el Pueblo                | Movimiento Federal Santacruceño      | —                          | —                          | 122                        | 5,78                       |                                |
| Votos positivos                              | Votos positivos                      | Votos positivos                      | Votos positivos            | Votos positivos            | 2.109                      | 87,58                      |                                |
| Votos en blanco                              | Votos en blanco                      | Votos en blanco                      | Votos en blanco            | Votos en blanco            | 281                        | 11,67                      |                                |
| Votos nulos                                  | Votos nulos                          | Votos nulos                          | Votos nulos                | Votos nulos                | 18                         | 0,75                       |                                |
| Participación                                | Participación                        | Participación                        | Participación              | Participación              | 2.408                      | 71,62                      |                                |
| Electores registrados                        | Electores registrados                | Electores registrados                | Electores registrados      | Electores registrados      | 3.362                      | 100                        |                                |
| El Calafate 1 Diputado                       |                                      |                                      |                            |                            |                            |                            |                                |
| Lema                                         | Lema                                 | Sublema                              | Sublema                    | Sublema                    | Lema                       | Lema                       | Lema                           |
| Lema                                         | Lema                                 | Sublema                              | Votos                      | %                          | Votos                      | %                          | Electo                         |
|                                              | Frente para la Victoria Santacruceña | Unidad y Consolidación               | 1.560                      | 58,10                      | 2.685                      | 100                        | - Julián Eladio Osorio         |
| Corriente de Opinión Calafate                | Frente para la Victoria Santacruceña | 545                                  | 20,30                      |                            | 2.685                      | 100                        | - Julián Eladio Osorio         |
| Crecer Ayudando a Crecer                     | Frente para la Victoria Santacruceña | 293                                  | 10,91                      |                            | 2.685                      | 100                        | - Julián Eladio Osorio         |
| Partido de la Victoria                       | Frente para la Victoria Santacruceña | 287                                  | 10,69                      |                            | 2.685                      | 100                        | - Julián Eladio Osorio         |
| Votos positivos                              | Votos positivos                      | Votos positivos                      | Votos positivos            | Votos positivos            | 2.685                      | 73,78                      |                                |
| Votos en blanco                              | Votos en blanco                      | Votos en blanco                      | Votos en blanco            | Votos en blanco            | 911                        | 25,03                      |                                |
| Votos nulos                                  | Votos nulos                          | Votos nulos                          | Votos nulos                | Votos nulos                | 43                         | 1,18                       |                                |
| Participación                                | Participación                        | Participación                        | Participación              | Participación              | 3.639                      | 69,43                      |                                |
| Electores registrados                        | Electores registrados                | Electores registrados                | Electores registrados      | Electores registrados      | 5.241                      | 100                        |                                |
| Gobernador Gregores 1 Diputado               |                                      |                                      |                            |                            |                            |                            |                                |
| Lema                                         | Lema                                 | Sublema                              | Sublema                    | Sublema                    | Lema                       | Lema                       | Lema                           |
| Lema                                         | Lema                                 | Sublema                              | Votos                      | %                          | Votos                      | %                          | Electo                         |
|                                              | Frente para la Victoria Santacruceña | Nueva Generación                     | 223                        | 29,07                      | 767                        | 64,02                      | - Claudio Fabián Fidalgo       |
| Gregores en Acción                           | Frente para la Victoria Santacruceña | 212                                  | 27,64                      |                            | 767                        | 64,02                      | - Claudio Fabián Fidalgo       |
| Partido de la Victoria                       | Frente para la Victoria Santacruceña | 164                                  | 21,38                      |                            | 767                        | 64,02                      | - Claudio Fabián Fidalgo       |
| La Corriente                                 | Frente para la Victoria Santacruceña | 86                                   | 11,21                      |                            | 767                        | 64,02                      | - Claudio Fabián Fidalgo       |
| Juntos por Gregores                          | Frente para la Victoria Santacruceña | 82                                   | 10,69                      |                            | 767                        | 64,02                      | - Claudio Fabián Fidalgo       |
|                                              | Unión Cívica Radical                 | Para Seguir Creciendo                | 273                        | 63,34                      | 431                        | 35,98                      |                                |
| Integración Vecinal                          | Unión Cívica Radical                 | 89                                   | 20,65                      |                            | 431                        | 35,98                      |                                |
| Integración Popular                          | Unión Cívica Radical                 | 69                                   | 16,01                      |                            | 431                        | 35,98                      |                                |
| Votos positivos                              | Votos positivos                      | Votos positivos                      | Votos positivos            | Votos positivos            | 1.198                      | 83,95                      |                                |
| Votos en blanco                              | Votos en blanco                      | Votos en blanco                      | Votos en blanco            | Votos en blanco            | 225                        | 15,77                      |                                |
| Votos nulos                                  | Votos nulos                          | Votos nulos                          | Votos nulos                | Votos nulos                | 4                          | 0,28                       |                                |
| Participación                                | Participación                        | Participación                        | Participación              | Participación              | 1.427                      | 79,68                      |                                |
| Electores registrados                        | Electores registrados                | Electores registrados                | Electores registrados      | Electores registrados      | 1.791                      | 100                        |                                |
| Las Heras 1 Diputado                         |                                      |                                      |                            |                            |                            |                            |                                |
| Lema                                         | Lema                                 | Sublema                              | Sublema                    | Sublema                    | Lema                       | Lema                       | Lema                           |
| Lema                                         | Lema                                 | Sublema                              | Votos                      | %                          | Votos                      | %                          | Electo                         |
|                                              | Frente para la Victoria Santacruceña | Primero Las Heras                    | 1.393                      | 33,90                      | 4.109                      | 95,47                      | - Esteban Eduardo Alonso       |
| 11 de julio                                  | Frente para la Victoria Santacruceña | 1.278                                | 31,10                      |                            | 4.109                      | 95,47                      | - Esteban Eduardo Alonso       |
| 13 de diciembre                              | Frente para la Victoria Santacruceña | 755                                  | 18,37                      |                            | 4.109                      | 95,47                      | - Esteban Eduardo Alonso       |
| Partido de la Victoria                       | Frente para la Victoria Santacruceña | 683                                  | 16,62                      |                            | 4.109                      | 95,47                      | - Esteban Eduardo Alonso       |
|                                              | Frente Grande                        | —                                    | —                          | —                          | 100                        | 2,32                       |                                |
|                                              | Unión Cívica Radical                 | Nuevo Tiempo                         | —                          | —                          | 95                         | 2,21                       |                                |
| Votos positivos                              | Votos positivos                      | Votos positivos                      | Votos positivos            | Votos positivos            | 4.304                      | 85,87                      |                                |
| Votos en blanco                              | Votos en blanco                      | Votos en blanco                      | Votos en blanco            | Votos en blanco            | 678                        | 13,53                      |                                |
| Votos nulos                                  | Votos nulos                          | Votos nulos                          | Votos nulos                | Votos nulos                | 30                         | 0,60                       |                                |
| Participación                                | Participación                        | Participación                        | Participación              | Participación              | 5.012                      | 73,91                      |                                |
| Electores registrados                        | Electores registrados                | Electores registrados                | Electores registrados      | Electores registrados      | 6.781                      | 100                        |                                |
| Los Antiguos 1 Diputado                      |                                      |                                      |                            |                            |                            |                            |                                |
| Lema                                         | Lema                                 | Sublema                              | Sublema                    | Sublema                    | Lema                       | Lema                       | Lema                           |
| Lema                                         | Lema                                 | Sublema                              | Votos                      | %                          | Votos                      | %                          | Electo                         |
|                                              | Frente para la Victoria Santacruceña | Trabajar para Cambiar                | 338                        | 30,02                      | 1.126                      | 98,08                      | - Néstor Raúl Gonzalo          |
| Todos por Los Antiguos                       | Frente para la Victoria Santacruceña | 336                                  | 29,84                      |                            | 1.126                      | 98,08                      | - Néstor Raúl Gonzalo          |
| Unión Vecinal Antigüense                     | Frente para la Victoria Santacruceña | 278                                  | 24,69                      |                            | 1.126                      | 98,08                      | - Néstor Raúl Gonzalo          |
| Progreso para Dos Pueblos                    | Frente para la Victoria Santacruceña | 148                                  | 13,14                      |                            | 1.126                      | 98,08                      | - Néstor Raúl Gonzalo          |
| Primero Los Antiguos                         | Frente para la Victoria Santacruceña | 26                                   | 2,31                       |                            | 1.126                      | 98,08                      | - Néstor Raúl Gonzalo          |
|                                              | Frente de Unidad Trabajadora         | —                                    | —                          | —                          | 22                         | 1,92                       |                                |
| Votos positivos                              | Votos positivos                      | Votos positivos                      | Votos positivos            | Votos positivos            | 1.148                      | 91,99                      |                                |
| Votos en blanco                              | Votos en blanco                      | Votos en blanco                      | Votos en blanco            | Votos en blanco            | 82                         | 6,57                       |                                |
| Votos nulos                                  | Votos nulos                          | Votos nulos                          | Votos nulos                | Votos nulos                | 18                         | 1,44                       |                                |
| Participación                                | Participación                        | Participación                        | Participación              | Participación              | 1.248                      | 80,00                      |                                |
| Electores registrados                        | Electores registrados                | Electores registrados                | Electores registrados      | Electores registrados      | 1.560                      | 100                        |                                |
| Perito Moreno 1 Diputado                     |                                      |                                      |                            |                            |                            |                            |                                |
| Lema                                         | Lema                                 | Sublema                              | Sublema                    | Sublema                    | Lema                       | Lema                       | Lema                           |
| Lema                                         | Lema                                 | Sublema                              | Votos                      | %                          | Votos                      | %                          | Electo                         |
|                                              | Frente para la Victoria Santacruceña | Juntos para Cambiar                  | 491                        | 34,65                      | 1.417                      | 79,79                      | - Carlos del Carmen Suárez     |
| La Fuerza de Perito                          | Frente para la Victoria Santacruceña | 445                                  | 31,40                      |                            | 1.417                      | 79,79                      | - Carlos del Carmen Suárez     |
| Nueva Generación Peritense                   | Frente para la Victoria Santacruceña | 243                                  | 17,15                      |                            | 1.417                      | 79,79                      | - Carlos del Carmen Suárez     |
| Unión, Fe y Esperanza                        | Frente para la Victoria Santacruceña | 238                                  | 16,80                      |                            | 1.417                      | 79,79                      | - Carlos del Carmen Suárez     |
|                                              | Encuentro para el Cambio             | La Esperanza de Perito               | 195                        | 54,32                      | 359                        | 20,21                      |                                |
| Por la Gente                                 | Encuentro para el Cambio             | 100                                  | 27,86                      |                            | 359                        | 20,21                      |                                |
| Convivencia y Progreso                       | Encuentro para el Cambio             | 64                                   | 17,83                      |                            | 359                        | 20,21                      |                                |
| Votos positivos                              | Votos positivos                      | Votos positivos                      | Votos positivos            | Votos positivos            | 1.776                      | 87,44                      |                                |
| Votos en blanco                              | Votos en blanco                      | Votos en blanco                      | Votos en blanco            | Votos en blanco            | 238                        | 11,72                      |                                |
| Votos nulos                                  | Votos nulos                          | Votos nulos                          | Votos nulos                | Votos nulos                | 17                         | 0,84                       |                                |
| Participación                                | Participación                        | Participación                        | Participación              | Participación              | 2.031                      | 80,06                      |                                |
| Electores registrados                        | Electores registrados                | Electores registrados                | Electores registrados      | Electores registrados      | 2.537                      | 100                        |                                |
| Pico Truncado 1 Diputado                     |                                      |                                      |                            |                            |                            |                            |                                |
| Lema                                         | Lema                                 | Sublema                              | Sublema                    | Sublema                    | Lema                       | Lema                       | Lema                           |
| Lema                                         | Lema                                 | Sublema                              | Votos                      | %                          | Votos                      | %                          | Electo                         |
|                                              | Frente para la Victoria Santacruceña | Primero Pico Truncado                | 2.824                      | 66,23                      | 4.264                      | 85,85                      | - Osvaldo Francisco Pérez      |
| La Corriente                                 | Frente para la Victoria Santacruceña | 1.440                                | 33,77                      |                            | 4.264                      | 85,85                      | - Osvaldo Francisco Pérez      |
|                                              | Convergencia para Santa Cruz         | Integración Radical                  | 359                        | 69,17                      | 519                        | 10,45                      |                                |
| Esperanza Radical                            | Convergencia para Santa Cruz         | 160                                  | 30,83                      |                            | 519                        | 10,45                      |                                |
|                                              | Partido Socialista                   | Cambio Socialista                    | —                          | —                          | 184                        | 3,70                       |                                |
| Votos positivos                              | Votos positivos                      | Votos positivos                      | Votos positivos            | Votos positivos            | 4.967                      | 65,40                      |                                |
| Votos en blanco                              | Votos en blanco                      | Votos en blanco                      | Votos en blanco            | Votos en blanco            | 2.507                      | 33,01                      |                                |
| Votos nulos                                  | Votos nulos                          | Votos nulos                          | Votos nulos                | Votos nulos                | 121                        | 1,59                       |                                |
| Participación                                | Participación                        | Participación                        | Participación              | Participación              | 7.595                      | 79,58                      |                                |
| Electores registrados                        | Electores registrados                | Electores registrados                | Electores registrados      | Electores registrados      | 9.544                      | 100                        |                                |
| Puerto Deseado 1 Diputado                    |                                      |                                      |                            |                            |                            |                            |                                |
| Lema                                         | Lema                                 | Sublema                              | Sublema                    | Sublema                    | Lema                       | Lema                       | Lema                           |
| Lema                                         | Lema                                 | Sublema                              | Votos                      | %                          | Votos                      | %                          | Electo                         |
|                                              | Frente para la Victoria Santacruceña | Frente de la Esperanza               | 1.140                      | 30,37                      | 3.754                      | 83,68                      | - Carlos Alberto Marcicano     |
| Juntos para la Victoria                      | Frente para la Victoria Santacruceña | 818                                  | 21,79                      |                            | 3.754                      | 83,68                      | - Carlos Alberto Marcicano     |
| Por un Deseado Diferente                     | Frente para la Victoria Santacruceña | 816                                  | 21,74                      |                            | 3.754                      | 83,68                      | - Carlos Alberto Marcicano     |
| La Corriente                                 | Frente para la Victoria Santacruceña | 724                                  | 19,29                      |                            | 3.754                      | 83,68                      | - Carlos Alberto Marcicano     |
| Primero Puerto Deseado                       | Frente para la Victoria Santacruceña | 256                                  | 6,82                       |                            | 3.754                      | 83,68                      | - Carlos Alberto Marcicano     |
|                                              | Unión Cívica Radical                 | Primero Deseado                      | 427                        | 79,52                      | 537                        | 11,97                      |                                |
| Renovación Radical                           | Unión Cívica Radical                 | 110                                  | 20,48                      |                            | 537                        | 11,97                      |                                |
|                                              | Movimiento Vecinal Riogalleguense    | —                                    | —                          | —                          | 140                        | 3,12                       |                                |
|                                              | Convergencia para Santa Cruz         | Integración Radical                  | —                          | —                          | 53                         | 1,18                       |                                |
|                                              | Partido Socialista                   | —                                    | —                          | —                          | 2                          | 0,04                       |                                |
| Votos positivos                              | Votos positivos                      | Votos positivos                      | Votos positivos            | Votos positivos            | 4.486                      | 82,77                      |                                |
| Votos en blanco                              | Votos en blanco                      | Votos en blanco                      | Votos en blanco            | Votos en blanco            | 875                        | 16,14                      |                                |
| Votos nulos                                  | Votos nulos                          | Votos nulos                          | Votos nulos                | Votos nulos                | 59                         | 1,09                       |                                |
| Participación                                | Participación                        | Participación                        | Participación              | Participación              | 5.420                      | 70,23                      |                                |
| Electores registrados                        | Electores registrados                | Electores registrados                | Electores registrados      | Electores registrados      | 7.718                      | 100                        |                                |
| Puerto San Julián 1 Diputado                 |                                      |                                      |                            |                            |                            |                            |                                |
| Lema                                         | Lema                                 | Sublema                              | Sublema                    | Sublema                    | Lema                       | Lema                       | Lema                           |
| Lema                                         | Lema                                 | Sublema                              | Votos                      | %                          | Votos                      | %                          | Electo                         |
|                                              | Frente para la Victoria Santacruceña | Nueva Referencia                     | 622                        | 39,02                      | 1.594                      | 54,09                      | - Daniel Pandolfi              |
| Siglo XXI                                    | Frente para la Victoria Santacruceña | 435                                  | 27,29                      |                            | 1.594                      | 54,09                      | - Daniel Pandolfi              |
| Color Esperanza                              | Frente para la Victoria Santacruceña | 239                                  | 14,99                      |                            | 1.594                      | 54,09                      | - Daniel Pandolfi              |
| Frente para la Victoria Sanjulianense        | Frente para la Victoria Santacruceña | 180                                  | 11,29                      |                            | 1.594                      | 54,09                      | - Daniel Pandolfi              |
| Partido de la Victoria                       | Frente para la Victoria Santacruceña | 118                                  | 7,40                       |                            | 1.594                      | 54,09                      | - Daniel Pandolfi              |
|                                              | Unión Cívica Radical                 | Para Seguir Creciendo                | 847                        | 63,40                      | 1.336                      | 45,33                      |                                |
| Participación Ciudadana                      | Unión Cívica Radical                 | 489                                  | 36,60                      |                            | 1.336                      | 45,33                      |                                |
|                                              | Movimiento Federal Santacruceño      | —                                    | —                          | —                          | 17                         | 0,58                       |                                |
| Votos positivos                              | Votos positivos                      | Votos positivos                      | Votos positivos            | Votos positivos            | 2.947                      | 87,09                      |                                |
| Votos en blanco                              | Votos en blanco                      | Votos en blanco                      | Votos en blanco            | Votos en blanco            | 395                        | 11,67                      |                                |
| Votos nulos                                  | Votos nulos                          | Votos nulos                          | Votos nulos                | Votos nulos                | 42                         | 1,24                       |                                |
| Participación                                | Participación                        | Participación                        | Participación              | Participación              | 3.384                      | 76,10                      |                                |
| Electores registrados                        | Electores registrados                | Electores registrados                | Electores registrados      | Electores registrados      | 4.447                      | 100                        |                                |
| Puerto Santa Cruz 1 Diputado                 |                                      |                                      |                            |                            |                            |                            |                                |
| Lema                                         | Lema                                 | Sublema                              | Sublema                    | Sublema                    | Lema                       | Lema                       | Lema                           |
| Lema                                         | Lema                                 | Sublema                              | Votos                      | %                          | Votos                      | %                          | Electo                         |
|                                              | Frente para la Victoria Santacruceña | Primero Puerto Santa Cruz            | 733                        | 42,25                      | 1.735                      | 95,49                      | - Alejandro Guillermo Victoria |
| Compromiso y Participación                   | Frente para la Victoria Santacruceña | 626                                  | 36,08                      |                            | 1.735                      | 95,49                      | - Alejandro Guillermo Victoria |
| Justicia Social                              | Frente para la Victoria Santacruceña | 233                                  | 13,43                      |                            | 1.735                      | 95,49                      | - Alejandro Guillermo Victoria |
| 8 de septiembre                              | Frente para la Victoria Santacruceña | 143                                  | 8,24                       |                            | 1.735                      | 95,49                      | - Alejandro Guillermo Victoria |
|                                              | Unión Cívica Radical                 | —                                    | —                          | —                          | 82                         | 4,51                       |                                |
| Votos positivos                              | Votos positivos                      | Votos positivos                      | Votos positivos            | Votos positivos            | 1.817                      | 94,34                      |                                |
| Votos en blanco                              | Votos en blanco                      | Votos en blanco                      | Votos en blanco            | Votos en blanco            | 88                         | 4,57                       |                                |
| Votos nulos                                  | Votos nulos                          | Votos nulos                          | Votos nulos                | Votos nulos                | 21                         | 1,09                       |                                |
| Participación                                | Participación                        | Participación                        | Participación              | Participación              | 1.926                      | 72,22                      |                                |
| Electores registrados                        | Electores registrados                | Electores registrados                | Electores registrados      | Electores registrados      | 2.667                      | 100                        |                                |
| Río Gallegos 1 Diputado                      |                                      |                                      |                            |                            |                            |                            |                                |
| Lema                                         | Lema                                 | Sublema                              | Sublema                    | Sublema                    | Lema                       | Lema                       | Lema                           |
| Lema                                         | Lema                                 | Sublema                              | Votos                      | %                          | Votos                      | %                          | Electo                         |
|                                              | Frente para la Victoria Santacruceña | Juntos Podemos                       | 6.286                      | 36,24                      | 17.346                     | 56,16                      | - Juan Carlos Figueroa         |
| Por Río Gallegos y su Gente                  | Frente para la Victoria Santacruceña | 3.897                                | 22,47                      |                            | 17.346                     | 56,16                      | - Juan Carlos Figueroa         |
| 17 de Octubre                                | Frente para la Victoria Santacruceña | 1.901                                | 10,96                      |                            | 17.346                     | 56,16                      | - Juan Carlos Figueroa         |
| Corriente Popular                            | Frente para la Victoria Santacruceña | 1.486                                | 8,57                       |                            | 17.346                     | 56,16                      | - Juan Carlos Figueroa         |
| Por una Ciudad Solidaria                     | Frente para la Victoria Santacruceña | 1.387                                | 8,00                       |                            | 17.346                     | 56,16                      | - Juan Carlos Figueroa         |
| Nuevo Pensamiento                            | Frente para la Victoria Santacruceña | 1.329                                | 7,66                       |                            | 17.346                     | 56,16                      | - Juan Carlos Figueroa         |
| Cambio 2003                                  | Frente para la Victoria Santacruceña | 1.060                                | 6,11                       |                            | 17.346                     | 56,16                      | - Juan Carlos Figueroa         |
|                                              | Encuentro por Río Gallegos           | Ahora Sí                             | 6.594                      | 50,87                      | 12.963                     | 41,67                      |                                |
| Frente por Río Gallegos                      | Encuentro por Río Gallegos           | 3.068                                | 23,67                      |                            | 12.963                     | 41,67                      |                                |
| Un Cambio de Aire                            | Encuentro por Río Gallegos           | 2.104                                | 16,23                      |                            | 12.963                     | 41,67                      |                                |
| Mover por Santa Cruz                         | Encuentro por Río Gallegos           | 744                                  | 5,74                       |                            | 12.963                     | 41,67                      |                                |
| Reserva Radical                              | Encuentro por Río Gallegos           | 232                                  | 1,79                       |                            | 12.963                     | 41,67                      |                                |
| Movimiento Independiente para Santa Cruz     | Encuentro por Río Gallegos           | 221                                  | 1,70                       |                            | 12.963                     | 41,67                      |                                |
|                                              | Frente de Unidad Trabajadora         | —                                    | —                          | —                          | 578                        | 1,87                       |                                |
| Votos positivos                              | Votos positivos                      | Votos positivos                      | Votos positivos            | Votos positivos            | 30.887                     | 77,68                      |                                |
| Votos en blanco                              | Votos en blanco                      | Votos en blanco                      | Votos en blanco            | Votos en blanco            | 8.379                      | 21,07                      |                                |
| Votos nulos                                  | Votos nulos                          | Votos nulos                          | Votos nulos                | Votos nulos                | 494                        | 1,24                       |                                |
| Participación                                | Participación                        | Participación                        | Participación              | Participación              | 39.760                     | 76,91                      |                                |
| Electores registrados                        | Electores registrados                | Electores registrados                | Electores registrados      | Electores registrados      | 51.698                     | 100                        |                                |
| Río Turbio 1 Diputado                        |                                      |                                      |                            |                            |                            |                            |                                |
| Lema                                         | Lema                                 | Sublema                              | Sublema                    | Sublema                    | Lema                       | Lema                       | Lema                           |
| Lema                                         | Lema                                 | Sublema                              | Votos                      | %                          | Votos                      | %                          | Electo                         |
|                                              | Frente para la Victoria Santacruceña | Crecimiento y Progreso               | 659                        | 32,66                      | 2.018                      | 64,62                      | - Víctor Valerio Espinosa      |
| Trabajar para Cambiar                        | Frente para la Victoria Santacruceña | 477                                  | 23,64                      |                            | 2.018                      | 64,62                      | - Víctor Valerio Espinosa      |
| Frente de la Esperanza                       | Frente para la Victoria Santacruceña | 453                                  | 22,45                      |                            | 2.018                      | 64,62                      | - Víctor Valerio Espinosa      |
| Con la Fuerza del Pueblo                     | Frente para la Victoria Santacruceña | 297                                  | 14,72                      |                            | 2.018                      | 64,62                      | - Víctor Valerio Espinosa      |
| Por el Bien Común                            | Frente para la Victoria Santacruceña | 132                                  | 6,54                       |                            | 2.018                      | 64,62                      | - Víctor Valerio Espinosa      |
|                                              | Unión Cívica Radical                 | Fuerza Ciudadana                     | 478                        | 46,50                      | 1.028                      | 32,92                      |                                |
| Volver a Empezar                             | Unión Cívica Radical                 | 180                                  | 17,51                      |                            | 1.028                      | 32,92                      |                                |
| Movimiento Renovador Rioturbiense            | Unión Cívica Radical                 | 169                                  | 16,44                      |                            | 1.028                      | 32,92                      |                                |
| Autonomía Rioturbiense                       | Unión Cívica Radical                 | 120                                  | 11,67                      |                            | 1.028                      | 32,92                      |                                |
| Rojo y Blanco                                | Unión Cívica Radical                 | 81                                   | 7,88                       |                            | 1.028                      | 32,92                      |                                |
|                                              | Movimiento Federal Santacruceño      | —                                    | —                          | —                          | 77                         | 2,47                       |                                |
| Votos positivos                              | Votos positivos                      | Votos positivos                      | Votos positivos            | Votos positivos            | 3.123                      | 84,73                      |                                |
| Votos en blanco                              | Votos en blanco                      | Votos en blanco                      | Votos en blanco            | Votos en blanco            | 502                        | 13,62                      |                                |
| Votos nulos                                  | Votos nulos                          | Votos nulos                          | Votos nulos                | Votos nulos                | 61                         | 1,65                       |                                |
| Participación                                | Participación                        | Participación                        | Participación              | Participación              | 3.686                      | 76,95                      |                                |
| Electores registrados                        | Electores registrados                | Electores registrados                | Electores registrados      | Electores registrados      | 4.790                      | 100                        |                                |